# Aconitum khanminthunii
Aconitum khanminthunii là một loài thực vật có hoa trong họ Mao lương. Loài này được A.A.Solovjev & Shmakov mô tả khoa học đầu tiên năm 1997.